# Giulia Tamayo León
Giulia Tamayo León (Lima, 21 de julio de 1958 - Montevideo, 9 de abril de 2014) fue una abogada peruana defensora de los derechos humanos y el derecho de las mujeres a una vida libre de violencia. Trabajó en la defensa de los derechos de las mujeres indígenas que fueron sometidas a esterilización forzosa en el Perú. Por esta labor, fue víctima de amenazas de muerte por parte del grupo terrorista Sendero Luminoso y forzada al exilio. Asesora del Despacho Ministerial de Justicia del Perú y trabajadora en diversas organizaciones, entre ellas, el Centro de la Mujer Peruana Flora Tristán, organización a la que se unió en 1984. Recibió diversos premios internacionales en reconocimiento a su labor.

## Biografía y trayectoria

### Primeros años
De madre piurana y padre arequipeño, estudió en el Colegio San Antonio de Padua de Lima y posteriormente Derecho en la Pontificia Universidad Católica del Perú, donde en 1977 fundó el taller de Derecho con el que brindó asistencia legal a reclusas y a mujeres en asentamientos periurbanos de Lima. Afiliada al Colegio de Abogados de Lima, defendió ante los tribunales casos de violencia familiar y sexual ejercida contra mujeres y niñas y niños.
El trabajo de Tamayo por la defensa de los derechos de las mujeres comenzó en el Centro de la Mujer Peruana Flora Tristán en 1984. Fue responsable del Programa Legal de asistencia y defensa de víctimas de violencia de género, incluida violencia y explotación sexual contra menores de edad, y directora de la entidad entre 1994 y 1996. Desde 1996, condujo la campaña para detectar y frenar la esterilización forzada y otras formas de violencia y discriminación contra las mujeres, que muy ocasionalmente sucedían en los servicios públicos de salud en el Perú. Además, junto con el Movimiento Amplio de Mujeres, impulsó la creación de la Asamblea Permanente por el Derecho a la Salud y los Derechos Sexuales y Reproductivos.
En 1987 fue fundadora e integrante del Comité de América Latina y el Caribe para la Defensa de los Derechos de la Mujer (CLADEM) en Perú, desde donde dirigió el trabajo de investigación sobre violencia contra las mujeres en los servicios públicos de salud en el Perú, y del cual fue miembro honorario hasta julio de 2009 en que renunció.
Asimismo, en 1988, fue fundadora del Comité Directivo de DEMUS, Estudio para la Defensa de los Derechos de la Mujer, organización feminista para la defensa del derecho a una vida libre de violencia para las mujeres.
En 1990, fue fundadora de Raíces y Alas, colectivo para Trabajos sobre Género, Derechos Humanos, Democracia y Buen vivir, desde donde llevó a cabo procesos de formación a equipos técnicos de agencias internacionales de cooperación al desarrollo e implementó numerosas investigaciones y publicaciones.

### Esterilizaciones forzadas
Su trabajo como investigadora del CLADEM fue clave en el descubrimiento y judicialización del caso de algunas esterilizaciones forzadas que fueron ejecutadas durante el régimen del presidente Alberto Fujimori.
A finales de 1995, recibió de Hilaria Supa Huamán, líder indígena de la Federación de Mujeres de Anta (FEMCA) en la región de Cuzco, una grabación que recogía una de las primeras pruebas de un caso aislado que sucedió a raíz del programa de esterilizaciones. Giulia Tamayo León entrevistó a mujeres andinas de Anta y Ayacucho y posteriormente detectó también casos en la Amazonia, en el norte del país y en las áreas periféricas de Lima. A través de este trabajo logró descubrir el establecimiento de objetivos en los centros de salud para las intervenciones anticonceptivas quirúrgicas.
Con el informe Nada Personal, Tamayo destapó que el programa de Anticoncepción Quirúrgica Voluntaria (AQV) implantado por el gobierno de Fujimori era en realidad de carácter inclusivo. En dicho informe se publicaron testimonios y pruebas de cuotas, que confirmaron que el programa de esterilizaciones era un tema del salud pública. Se estima que entre los años 1990 y 1999 más de 314 mil mujeres fueron esterilizadas y sólo un minúsculo grupo (menos del 0,5 % del total) presentó quejas y/o denunció al Estado Peruano. Su informe dio lugar al documental del mismo nombre.
Desde 1996 dirigió la campaña para frenar prácticas de esterilizaciones forzadas y otras formas de violencia y discriminación contra las mujeres en los servicios públicos de salud en Perú. Con el Movimiento Amplio de Mujeres impulsó la creación de la Asamblea Permanente por el Derecho a la Salud y los Derechos Sexuales y Reproductivos.
Debido a estas investigaciones y campañas, fue víctima de persecuciones, espionaje, acciones intimidatorias y amenazas de muerte por parte de Sendero Luminoso, motivo por el cual en el año 2000 tuvo que exiliarse en España para salvaguardar su vida.

### Exilio en España
Radicada en España durante su forzado exilio, dirigió el Departamento de Investigación y Políticas de Amnistía Internacional, desde donde en 2005 realizó el primer informe sobre víctimas de la Guerra civil española y la dictadura franquista. Investigó numerosos casos de violencia sexual contra mujeres en la República Democrática del Congo y el uso de la violación como arma de guerra en varias partes de Colombia. Participó en la misión que visitó Haití tras el terremoto de 2010 para documentar la situación en la que se encontraban miles de niñas y mujeres, y denunció las violaciones de derechos humanos en Honduras.
Como investigadora del Centro Legal para Políticas Reproductivas (CRLP) de New York y CLADEM, produjo y presentó Informes ante mecanismos temáticos de Naciones Unidas (CEDAW, Comité contra la Discriminación Racial y Comité DESC) y ante la Comisión Interamericana de Derechos Humanos.
En el año 2000, le fue otorgado por Amnesty International USA el Premio Internacional de Derechos Humanos “Ginetta Sagan” como Defensora de los Derechos Humanos de las mujeres y niñas y niños. En 2014, la Municipalidad de Lima le otorgó el Premio “Lima Warmi” en la categoría "Profesional, Defensora de los Derechos de la Mujer y Defensa de los Derechos Humanos y búsqueda de la justicia". Su trayectoria fue reconocida en la muestra Ladies for Human Rights (Centro Kennedy de Derechos Humanos, Italia).
Falleció en Montevideo en 2014, víctima de cáncer.

## Publicaciones más destacadas

### Libros y estudios
- (1992) Desplazamiento, género y desarrollo: perspectivas y problemática de género y desarrollo en la atención a poblaciones por la violencia armada en el Perú. UNIFEM- Perú
- (1995) Informe de las ONG peruanas a Beijing. CESIP, Lima.
- (1995) Derechos y ética en la salud reproductiva. CLADEM, Lima.
- (1996) Delegaciones policiales de mujeres y secciones especializadas: diagnóstico sobre el sistema de atención policial a los problemas derivados de la violencia ejercida contra las mujeres y medidas para una defensa eficaz de los derechos de las agraviadas en la administración de justicia. Centro de la Mujer Peruana Flora Tristán, Lima.
- (1997) Las mujeres y el poder: retos y dilemas en la construcción política de la equidad. Centro de la Mujer Peruana Flora Tristán, Lima.
- (1998) Silencio y complicidad: violencia contra las mujeres en los servicios públicos de salud en el Perú. CLADEM, Lima.
- (1998) Algo más que palabras. Colectivo Editorial Mujer, Montevideo.
- (1998) Planificación familiar: metas que matan. DESCO, Lima.
- (1999) Nada personal. Reporte de derechos humanos sobre la aplicación de la anticoncepción quirúrgica en el Perú 1996-1998. CLADEM, Lima.[12]
- (2000) Cuestión de Vida. Balance regional y desafíos sobre el derecho de las mujeres a una vida libre de violencia. CLADEM, Lima.
- (2001) Bajo la Piel. Derechos sexuales, derechos reproductivos. Centro de la Mujer Peruana Flora Tristán, Lima.[22]
- (2003) Género y Desarrollo en el marco de los derechos humanos en Género en la Cooperación al Desarrollo: una mirada a la desigualdad. ACSUR-Las Segovias
- (2014) "De entuertos y a tuerto: Las verdades incómodas del PNSRPF, la renuencia a investigar judicialmente crímenes contra el derecho internacional y sus consecuencias sobre las víctimas.” Artículo publicado en el libro Memorias del caso peruano de esterilización forzada.
- (2015) Inventario a favor de la Alegría. Ediciones Raíces y Alas, Montevideo.

### Publicaciones colectivas
- (1995) Loli, S; Tamayo, G y Vásquez, R. La mujer y el ejercicio de sus derechos: límites y proyecciones: informe. Centro de la Mujer Peruana Flora Tristán, Lima.
- (1987) Vásquez, R; Tamayo, G y Loli, S. El maltrato a mujeres: un estudio de casos: informe final. Centro de la Mujer Peruana Flora Tristán, Lima.
- (1989) Tamayo, G y Vásquez, R. Violencia y Legalidad. Centro de la Mujer Peruana Flora Tristán, Lima.
- (1990) Tamayo, G y García Ríos, J. Mujer y varón: vida cotidiana, violencia y justicia: tres miradas desde El Agustino 1977- 1984- 1990. Raíces y Alas, Lima.
- (2008) Amnistía Internacional. España: ejercer la jurisdicción universal para acabar con la impunidad. Serie Estrechando el cerco nº 2. Amnistía Internacional, España.